# や座ベータ星
や座β星（やざベータせい、β Sagittae、β Sge）は、や座にある恒星である。見かけの等級は4.39と、肉眼でもみることができる明るさである。年周視差に基づいて太陽からの距離を計算すると、およそ440光年である。

## 特徴
や座β星は、特別かわったところがあるわけではない黄色巨星で、スペクトル型はG8 IIIa CN0.5と分類される。MK分類においては、この種の標準星とみなされている。光度階級後の添え字は、シアン（CN）分子が過剰で、スペクトルのCN成分が強いことを表している。しかし、金属量としては太陽とほぼ同程度である。星間減光は、見積もりによってだいぶばらつきがあり、2等級暗くなるというものもあれば、0.1等級以下とするものもある。表面の有効温度は、約4990 Kと推定され、光度は太陽の370倍、半径は太陽の26倍程度になると考えられる。質量は太陽のおよそ3.8倍で、年齢は1億3000万年くらいと見積もられている。

## 名称
中国では、や座β星は、天軍の太鼓の左右にある飾り旗のうち左の旗を指す左旗（ 拼音: Zuǒ Qí）という星官を、や座α星、や座δ星、や座ζ星、や座γ星、や座13番星、や座11番星、や座14番星、わし座ρ星と共に形成する。や座β星自身は、左旗二（拼音: Zuǒ Qí èr）すなわち左旗の2番星といわれる。